# Gurcharan Singh Grewal
Gurcharan Singh Grewal (ur. 4 maja 1911, zm. 7 lutego 1949) – indyjski hokeista na trawie. Złoty medalista olimpijski z Berlina.
Zawody w 1936 były jego jedynymi igrzyskami olimpijskimi. W turnieju wystąpił tylko w jednym spotkaniu.